# 탄약창
탄약창(彈藥廠, 영어: Ammunition depot)은 군에서 사용하는 탄약을 관리, 보관, 보급하기 위한 군사 시설이다.

## 시설
탄약창에 모여있는 각 탄약고에 탄약이 저장·보관된다. 탄약창 특성상 면적이 넓고 위험도가 높기도 하며 인근에 철도가 있는 지역은 탄약 수송을 위해 탄약창에 있는 하역장으로 선로가 연결되기도 한다.

## 한국
대한민국 국군에서의 탄약창은 탄약지원사령부에서 관리하고 각 부대에 탄약 공급을 담당한다. 후방의 여러 지역에 위치하고 있으며 탄약창 주변은 개발 및 재산권 행사가 제한된다.

## 사진첩

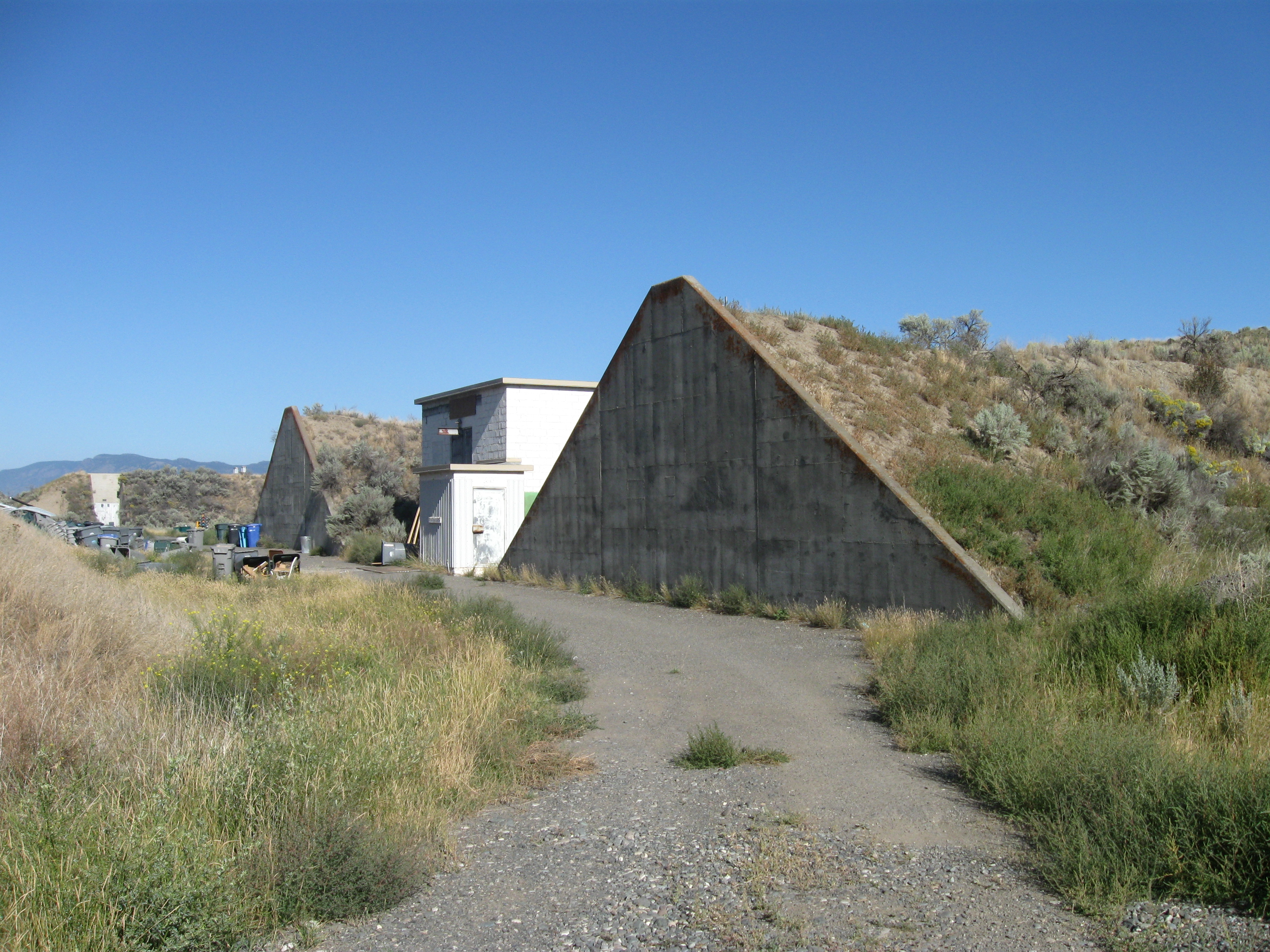
옛 해군 탄약창 창고 캐나다 사적지 등록부 제12795번
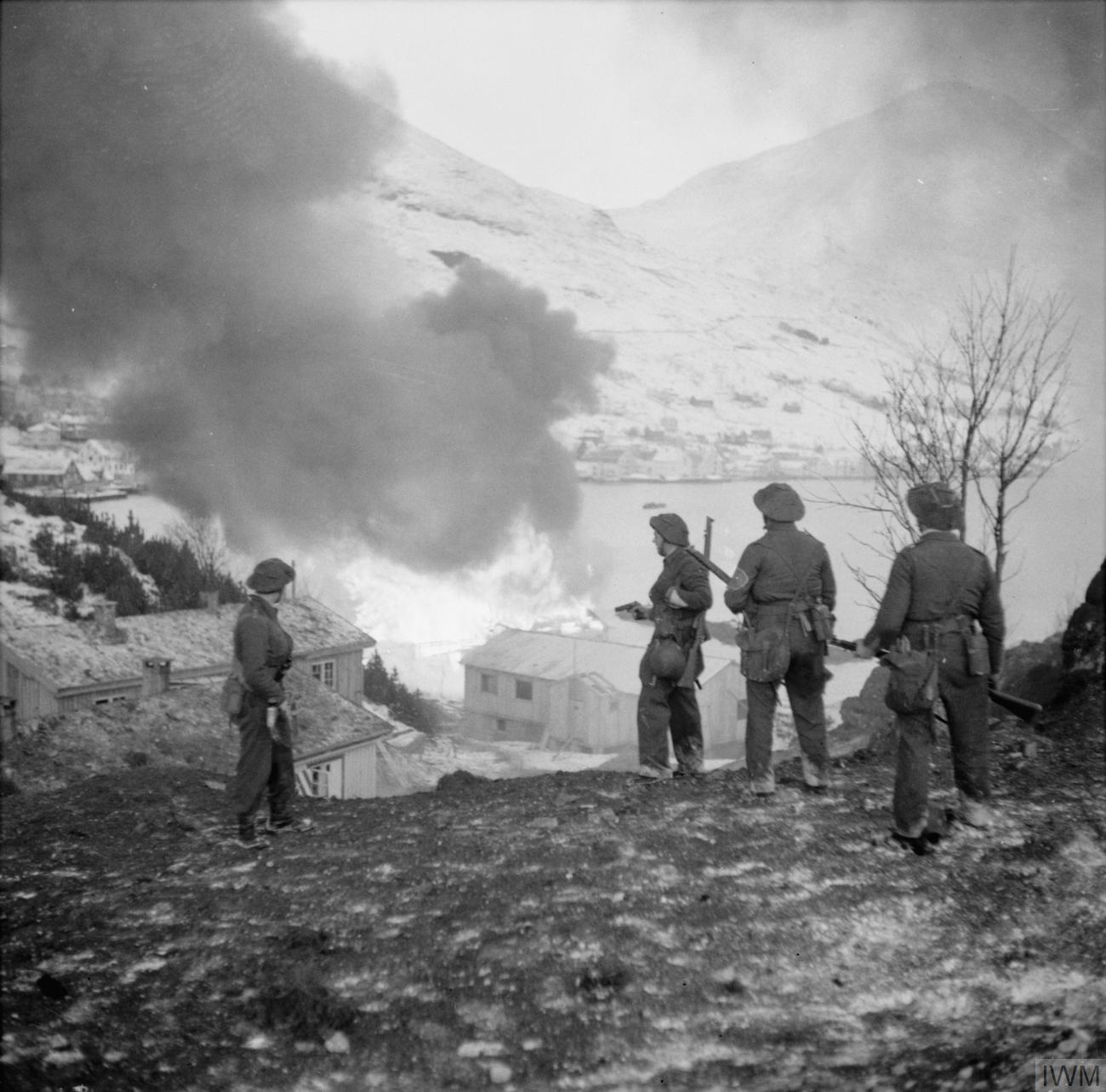
양궁 작전 중 노르웨이 Vågsøy에서 불타고 있는 독일군의 탄약고 (1941년 12월 27일 촬영)
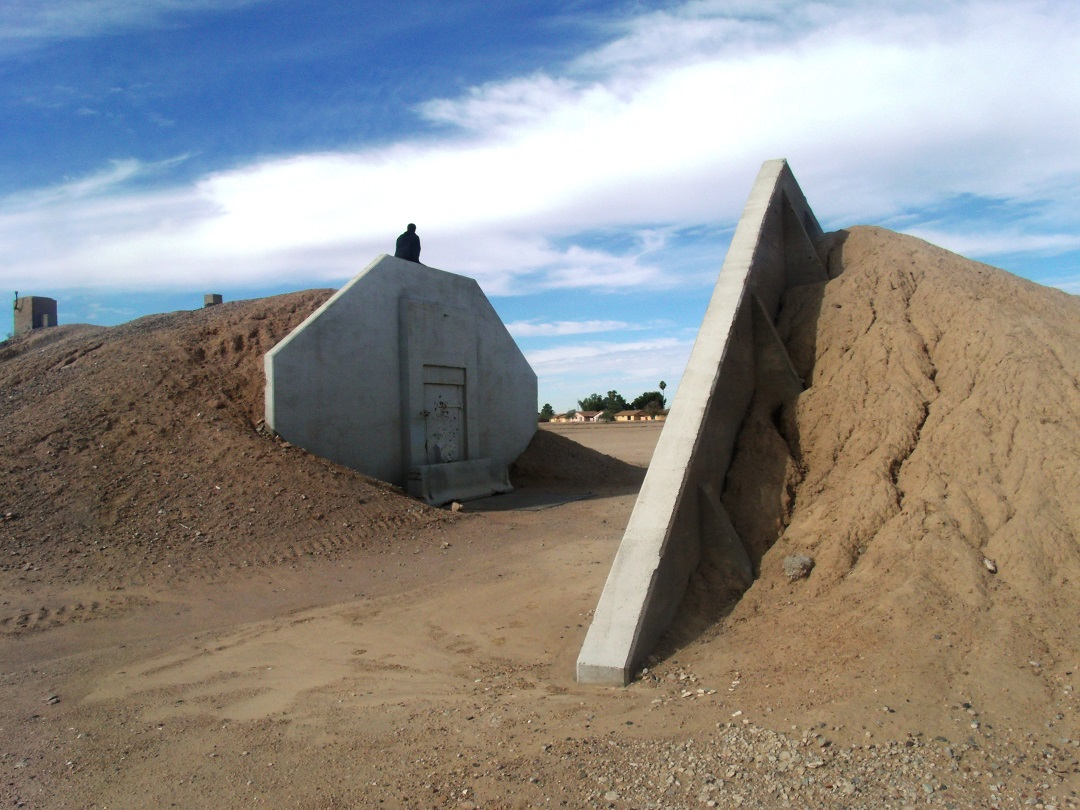
옛 애리조나주 메사의 윌리엄 공군기지에 있는 탄약벙커 (S-1008), (미국 국립사적지 95000759번)
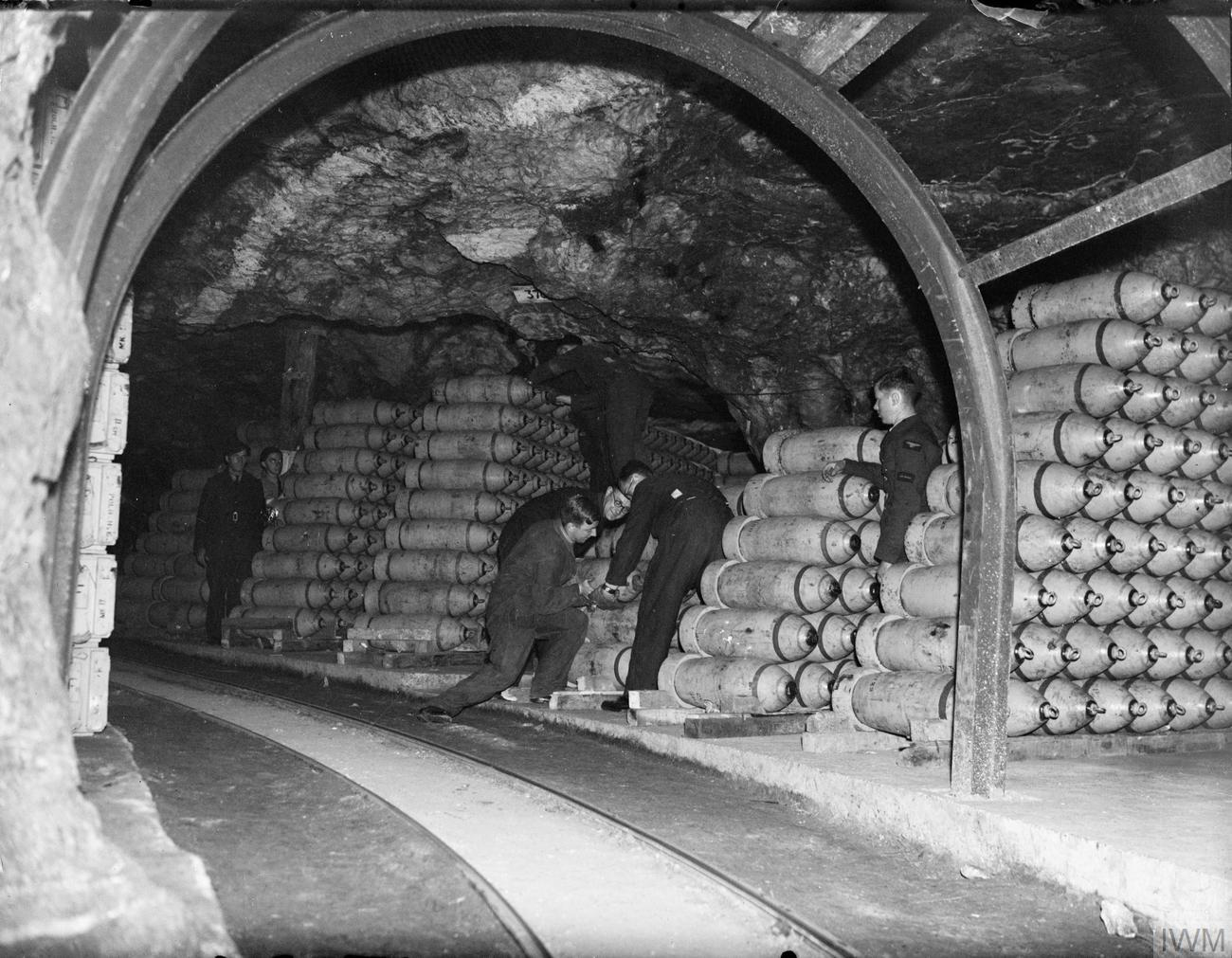
스테포드셔 핸버리에 있는 영국 왕립공군의 파울드 기지 벙커에 저장된 탄약더미, 1944년 11월 27일에 폭발하였다.

## 같이 보기
- 병기창
- 무기고